# Toda Peulh
Toda Peulh ist ein Dorf in der Landgemeinde Guidan Sori in Niger.

## Geographie
Das von einem traditionellen Ortsvorsteher (chef traditionnel) geleitete Dorf befindet sich rund 23 Kilometer westlich des Hauptorts Guidan Sori der gleichnamigen Landgemeinde, die zum Departement Guidan Roumdji in der Region Maradi gehört. Zu den Siedlungen in der näheren Umgebung von Toda Peulh zählen Toda Haoussa im Nordwesten und Ballarabé im Norden.
Toda Peulh ist Teil der Übergangszone zwischen Sahel und Sudan. Die durchschnittliche jährliche Niederschlagsmenge beträgt hier zwischen 400 und 500 mm.

## Geschichte
Der Groupement Peulh Farfarou de Toda ist seit 1930 als eigenständige Fulbe-Gruppierung anerkannt. Im Jahr 2006 wurde Djangnou Garba Alou Chef der Gruppierung.

## Bevölkerung
Bei der Volkszählung 2012 hatte Toda Peulh 428 Einwohner, die in 49 Haushalten lebten. Bei der Volkszählung 2001 betrug die Einwohnerzahl 181 in 22 Haushalten und bei der Volkszählung 1988 belief sich die Einwohnerzahl auf 226 in 35 Haushalten.
Die Bevölkerungsdichte in diesem Gebiet ist für nigrische Verhältnisse hoch.

## Wirtschaft und Infrastruktur
Das Gebiet der Ebenen im südlichen Teil der Region Maradi, in dem Toda Peulh liegt, ist von einer anhaltenden Degradation der ackerbaulichen Flächen gekennzeichnet, die mit der hohen Bevölkerungsdichte in Zusammenhang steht. Es gibt eine Schule im Dorf.